# Unsere Lieblingslieder
Unsere Lieblingslieder ist ein Coveralbum von Frei.Wild, der Deutschrock-Band aus Brixen in der italienischen Provinz Bozen–Südtirol. Es erschien am 21. Juni 2019 über das Label Rookies & Kings. Die CD-Version des Albums ist auf 5000 Exemplare limitiert. Das Album ist laut Aussage der Band kein offizielles Studioalbum.

## Hintergrund und Inhalt
Frei.Wild wurde von diversen Medien wiederholt eine Nähe zu politisch rechten Motiven vorgeworfen. Dieser Kritik schlossen sich auch immer wieder andere Musiker und Bands, vorrangig aus dem politisch linken Spektrum, an, die sich in Interviews negativ über Frei.Wild äußerten oder zum Boykott der Gruppe aufriefen.
Auf dem Album covern Frei.Wild neun bekannte Lieder ausschließlich von Interpreten, von denen sie in der Vergangenheit auf verschiedene Weise kritisiert wurden. Darunter sind vor allem andere Rockbands, wie Die Toten Hosen, Die Ärzte, Broilers, Jennifer Rostock, Jupiter Jones, Feine Sahne Fischfilet und Kraftklub. Zudem wurden auch Songs der Hip-Hop-Künstler Casper und K.I.Z gecovert.

## Covergestaltung
Das Albumcover ist ein buntes, cartoonartiges Bild, das ein schwarzes Schaf inmitten von weißen Schafen auf einer Wiese zeigt. Das schwarze Schaf steht aufrecht und spielt Lieder auf einem Grammophon ab, während die weißen Schafe überrascht schauen. Im Vordergrund befinden sich die bunten Schriftzüge Frei.Wild und Unsere Lieblingslieder.

## Titelliste
| # | Titel                    | Original-Interpret     | Länge |
| - | ------------------------ | ---------------------- | ----- |
| 1 | Im Ascheregen            | Casper                 | 4:49  |
| 2 | Schüsse in die Luft      | Kraftklub              | 3:58  |
| 3 | Schrei nach Liebe        | Die Ärzte              | 4:15  |
| 4 | Wir waren hier           | Jennifer Rostock       | 4:03  |
| 5 | Wir                      | K.I.Z                  | 5:28  |
| 6 | Ruby, Light & Dark       | Broilers               | 3:41  |
| 7 | Still                    | Jupiter Jones          | 3:58  |
| 8 | Alles auf Rausch         | Feine Sahne Fischfilet | 3:15  |
| 9 | Zehn kleine Jägermeister | Die Toten Hosen        | 4:25  |

## Chartplatzierungen
Unsere Lieblingslieder stieg am 28. Juni 2019 auf Platz acht in die deutschen Charts ein und konnte sich insgesamt drei Wochen in den Top 100 halten.
| ChartsChartplatzierungen | Höchstplatzierung | Wochen |
| ------------------------ | ----------------- | ------ |
| Deutschland (GfK)        | 8 (3 Wo.)         | 3      |
| Österreich (Ö3)          | 19 (1 Wo.)        | 1      |
| Schweiz (IFPI)           | 42 (1 Wo.)        | 1      |